# リュボフ・ムカチョワ
リュボフ・ムカチョワ（Lyubov Alexeyevna Mukhachyova、ロシア語: Любо́вь Алексе́евна Мухачёва、1947年7月23日 - ）はソ連、レニングラード州Boksitogorsk出身の元クロスカントリースキー選手。

## プロフィール
1972年札幌オリンピック代表となり10km4位、5km6位、リレーではガリナ・クラコワ、アレフティナ・オリュニナとともに金メダルを獲得した。
ソビエト連邦選手権ではリレーで1970年から1972年、1975年、1976年の5度タイトルを獲得した。